# 포크트 (스위스)

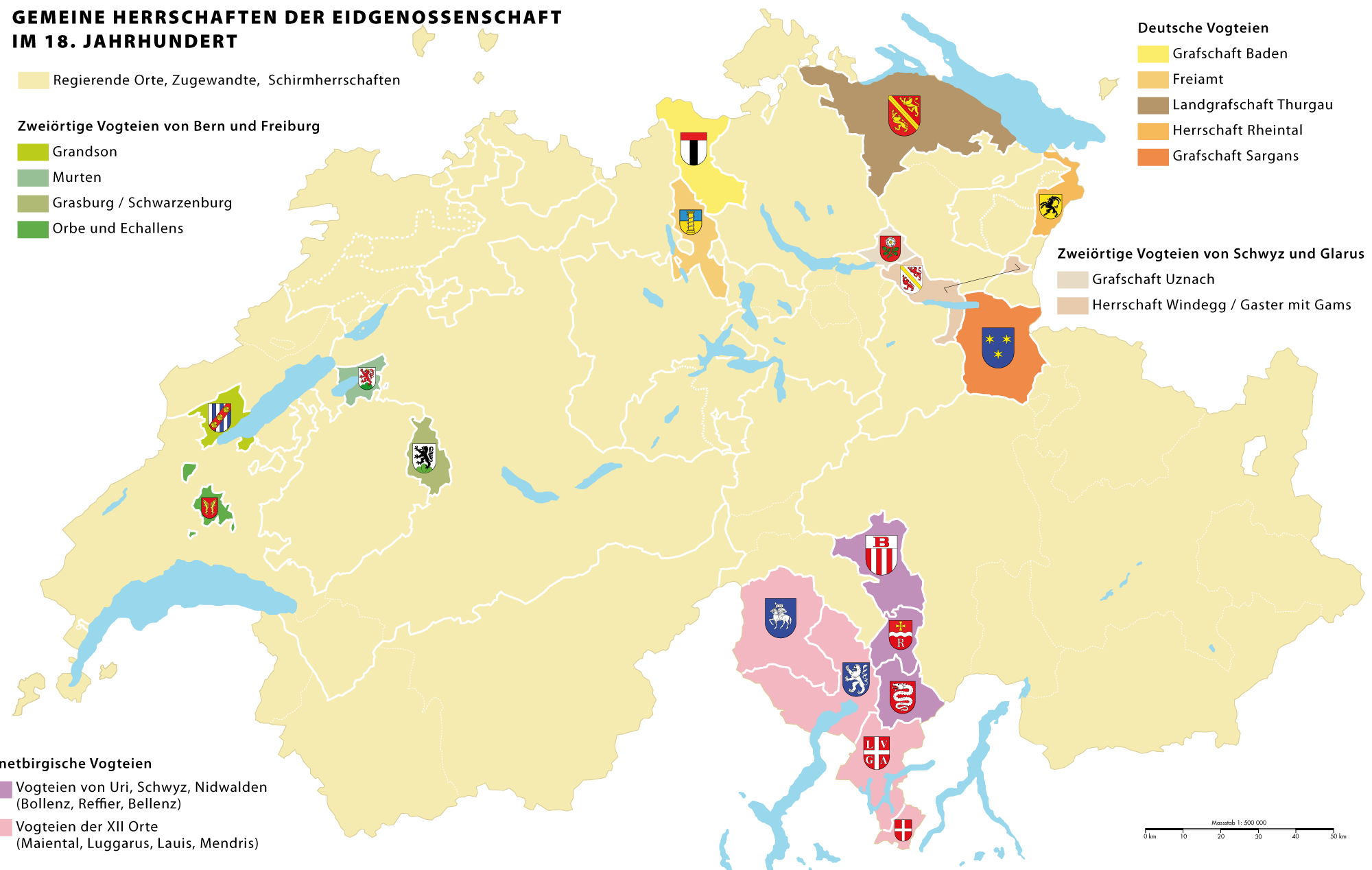
18세기 스위스 공동관리구역

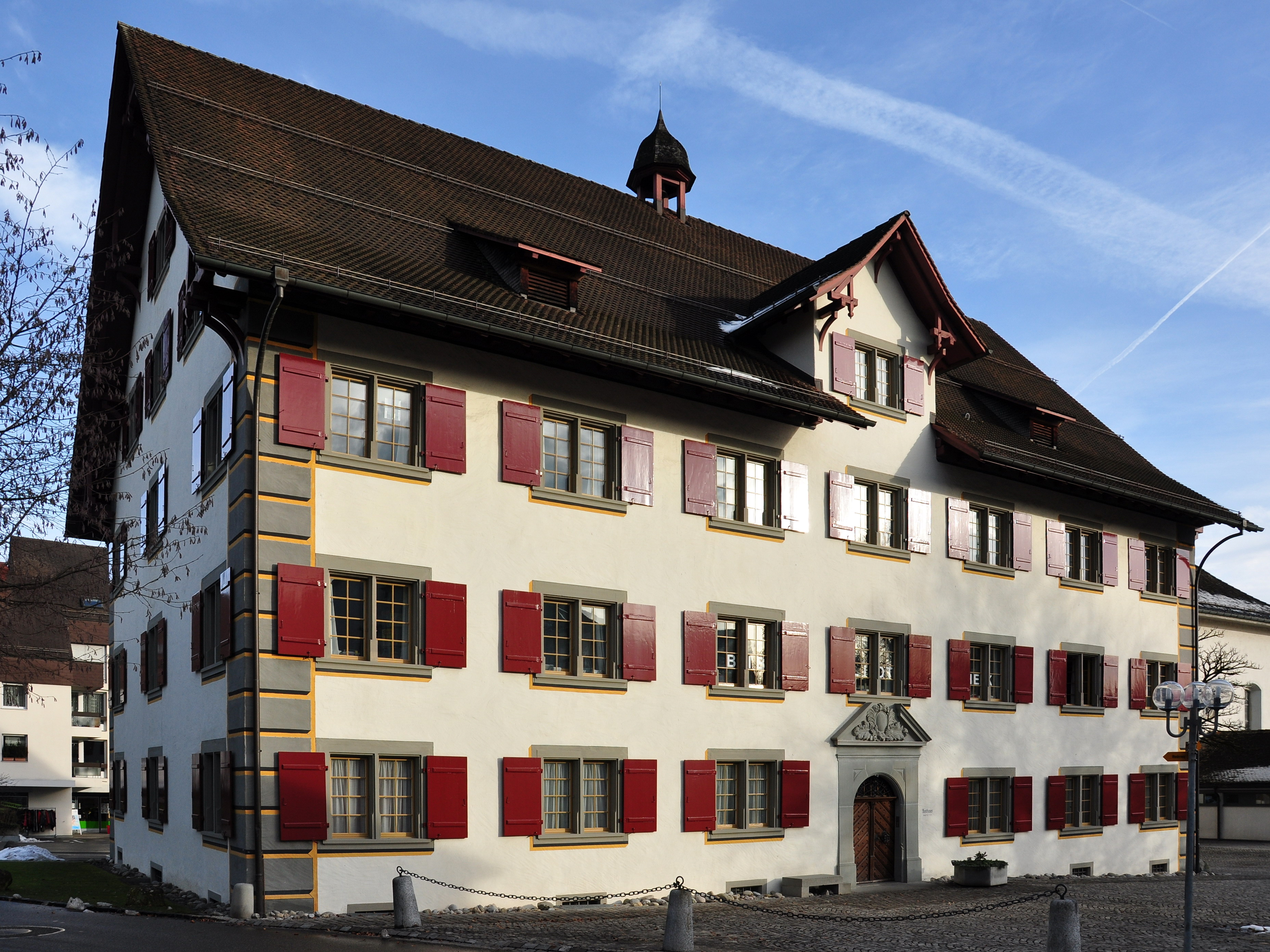
전 암트하우스, 취리히 뤼티

포크트(Vogt, 복수형 Vögte)는 신성 로마 제국의 봉건 제도에서 계승된 구스위스 연방의 직위이자 직책으로, 영국의 리브(reeve)에 해당한다. 독일어 포크타이(Vogtei)는 궁극적으로 라틴어 [ad]vocatia에서 차용한 것이다.

## 포크타이

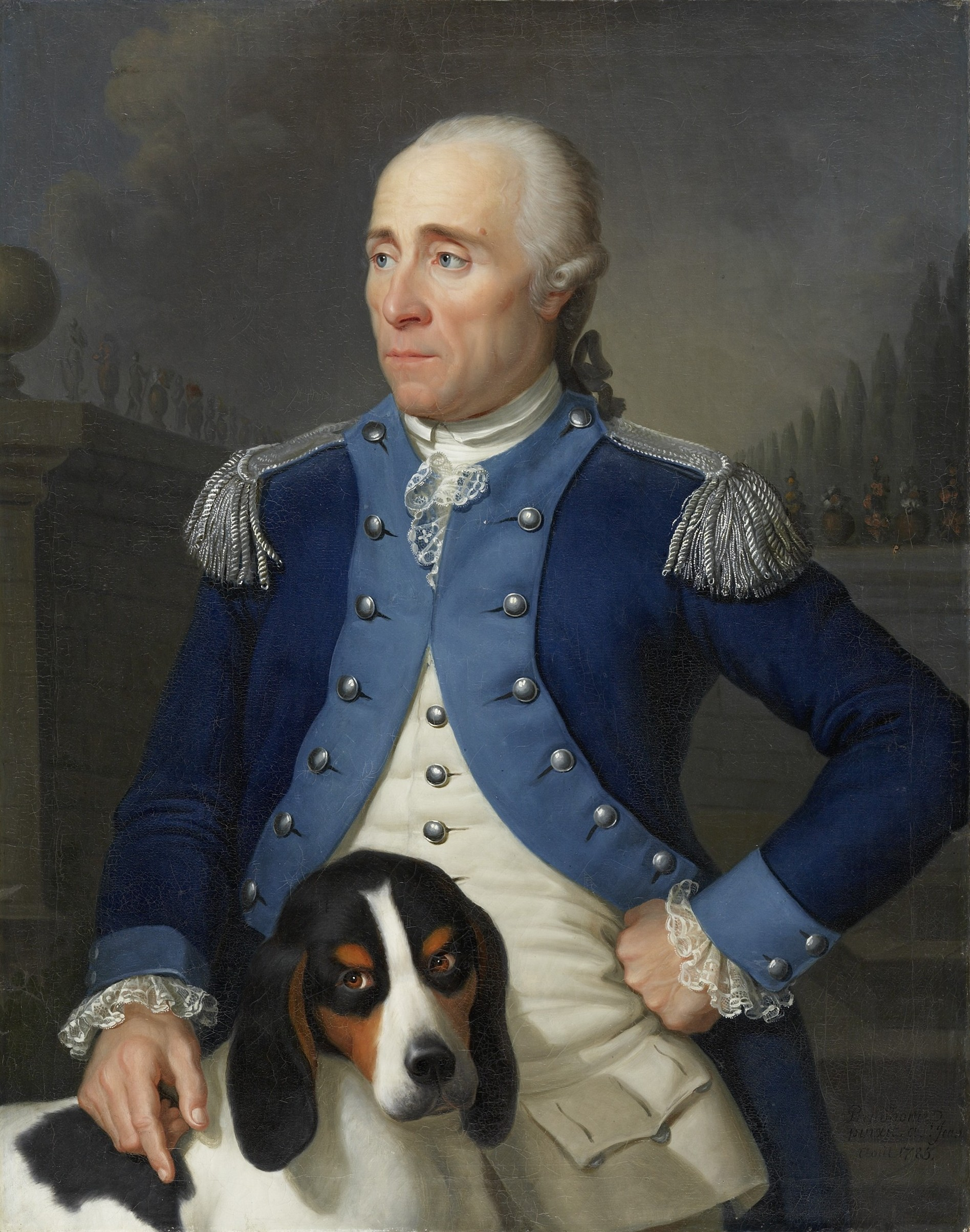
1770년 발레마기아의 집행관인 프란츠 루돌프 프리싱, 1785년에 베른 라우프훈트와 함께 베른 헌츠멘 군단의 장교복을 입고 있다.

포크타이엔(Vogteien)에는 두 가지 기본 유형이 있다. 오버포크타이엔(Obervogteien)은 란드게리히테(Landgerichte)와 인네레 포크타이엔(innere Vogteien)이 있다. 이들은 도시에 거주하는 관리 오버뵈크테(Obervögte) 또는 벤너(Venner)에 의해 관리되었으며, 일반적으로 시의회에서 선출되었으며, 판사로 활동하기 위해 특정 날짜에 자신의 영토를 방문하거나, 세금을 징수했다. 그들은 현지 부관 운터뵈크테(Untervögte)로 대표되었다.

## 라이스포크트
라이스포크트(Reichsvogt)는 신성 로마 제국의 대표로 왕에 의해 지명된 프크트(Vogt)를 가리키는 용어였으며, 특히 오늘날의 스위스에서 중세 시대에 매우 영향력 있는 위치에 있었다.

## 란트포크트
두 번째 유형의 포크타이(Vogtei)는 란트포크타이(Landvogtei, ‘보안관’ 또는 ‘베일리프’)가 영구적으로 거주하는 란트포크타이였으며, 일반적으로 란트포크타이슬로스(Landvogteischloss)로 알려진 란트포크타이 내의 성이다. 바덴과 빌리사우에는 여전히 그렇게 확인된 여러 건물이 있다. 란트포크트는 연방 또는 하나 또는 여러 주를 대신하여 행동하는 공무원으로 여러 주로 구성된 공동관리구역(Gemeine Herrschaft)을 통치했으며 특히 사형 집행 판사로 활동했다(Blutgericht). 칭호는 1415년에 처음 등장한다. 각 주는 교대로 2년 동안 란트포크트를 임명했다.
예외적인 경우에 란트포크타이(Landvogtei)의 사람들이 자신의 란트포크트(Landvogt)를 선출할 수 있었다. 이것은 특히 명목상 베른의 속국이었지만 군사 동맹으로서 특별한 지위를 누렸던 오버하슬리에 관한 것이었다.
란트포크트의 직위는 헬베티아 공화국의 설립과 함께 1798년에 폐지되었다.
프렘데 포크트(fremde Vögte, “외국인 관리”)의 개념은 스위스 국가 신화의 핵심이다. 14세기 초기 남부 동맹은 일반적으로 제국 판사를 추방하는 주요 목적이 있었던 것으로 믿어지기 때문이다. 1291년 연방 헌장의 핵심 요점 중 하나는 아이드겐노센(Eidgenossen)이 “위에서 언급한 계곡에서 어떤 재판관도 받아들이거나 받아들이지 않을 것이다. 그는 어떤 대가를 치르고나 어떤 방법으로든 금전적인 대가로 그의 직위를 얻었거나 우리와 함께 원주민이나 거주자가 되어라.” “외국인 포크트는 란츠게마인데에 의해 임명된 원주민 암멘너(Ammänner, 징수관)로 대체되었다.
프렘데 푀크테(fremde Vögte)라는 용어는 스위스와 유럽연합의 맥락에서 특히 보수주의자들이 스위스 정치에서 논쟁적으로 여전히 사용하고 있다.

## 같이 보기
- 탈샤프트
- 란다만
- 라이히슈포크트